# 이미연 (영화 감독)
이미연(1963년 ~ )은 대한민국의 영화감독이다.

## 생애 및 경력
- 동덕여대 국어국문학과 졸업
- 1986-1990 극단 <성좌>, <신시>에서 연기지도 및 조연출
- 1991-1994 프랑스 사립 영화학교인 ESEC에서 연출 수업

## 필모그래피
- 《초록물고기》 (스크립터)
- 《조용한 가족》 (제작)
- 《반칙왕》 (프로듀서)
- 《버스, 정류장》 (연출)
- 《세번째 시선》 (연출)